# Cratere Timaeus

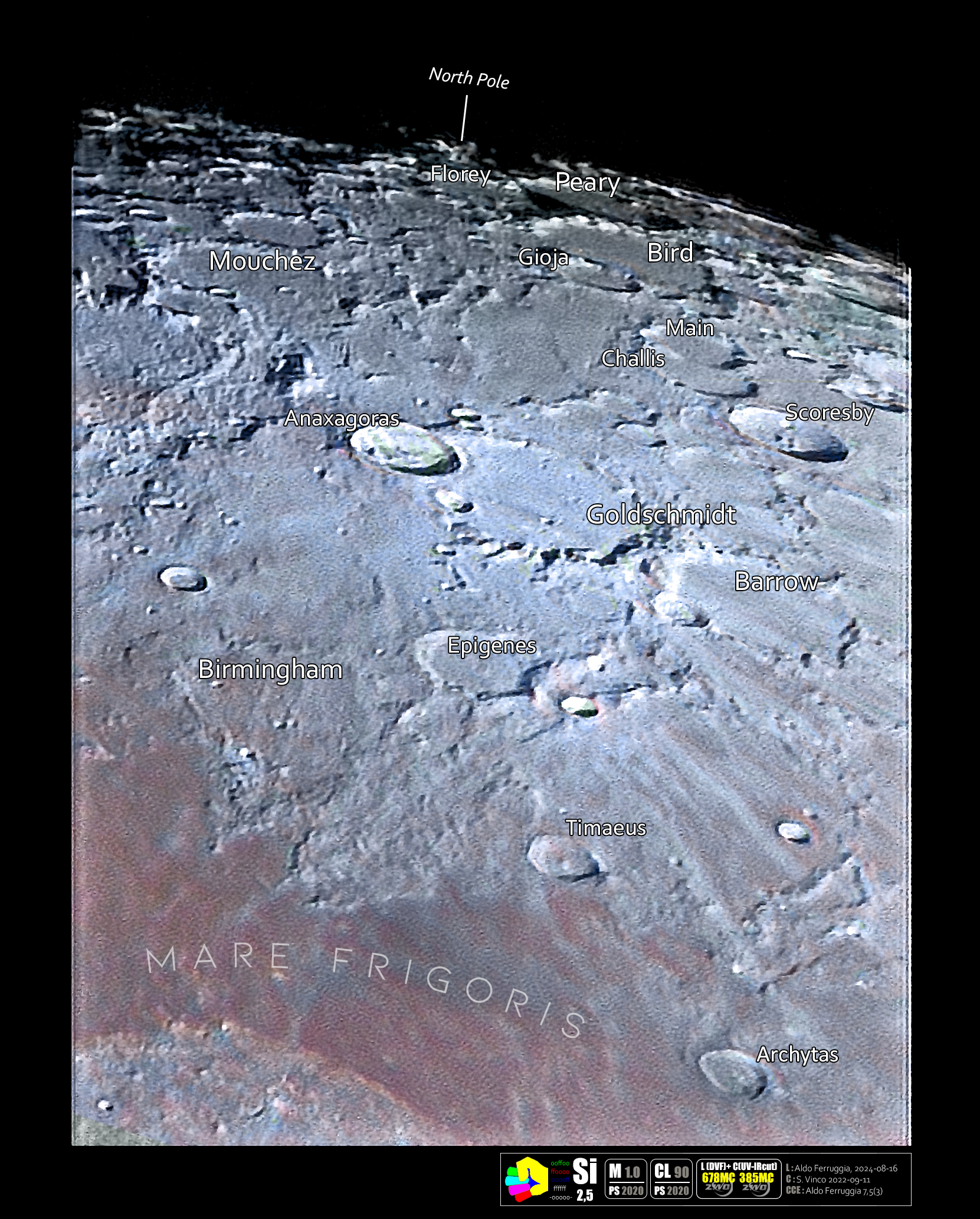
Immagine dell'area del cratere in formato Si. Vedi anche:

Timaeus è un cratere lunare di 32,81 km situato nella parte nord-occidentale della faccia visibile della Luna.